# Непоґлендзе
Непоґлендзе (пол. Niepoględzie, нім. Nippoglense) — село в Польщі, у гміні Дембниця-Кашубська Слупського повіту Поморського воєводства.
Населення — 339 осіб (2011).
У 1975-1998 роках село належало до Слупського воєводства.

## Демографія
Демографічна структура станом на 31 березня 2011 року:
|          | Загалом | Допрацездатний вік | Працездатний вік | Постпрацездатний вік |
| -------- | ------- | ------------------ | ---------------- | -------------------- |
| Чоловіки | 162     | 36                 | 119              | 7                    |
| Жінки    | 177     | 37                 | 111              | 29                   |
| Разом    | 339     | 73                 | 230              | 36                   |